# Gant doré (deuxième but)
Le Gant doré (en anglais Gold Glove) est un prix décerné annuellement depuis 1957 aux joueurs des Ligues majeures de baseball qui ont démontré les meilleures qualités défensives.
Chaque année, 18 Gants dorés sont attribués, un pour chaque position de chaque ligue.
Le trophée associé au prix est commandité par Rawlings, une compagnie américaine spécialisée dans la commercialisation de produits associés au baseball. Le titre officiel du prix est Rawlings Gold Glove Award.

## Liste complète des gagnants
En 1957, première année où les Gants dorés sont décernés, un seul prix est remis à chaque position, indépendamment de la ligue majeure dans lequel le lauréat évolue. À partir de 1958, un Gant doré est remis au joueur de deuxième but s'étant le plus illustré en défensive dans la Ligue nationale, et un Gant doré équivalent dans la Ligue américaine. Dans le tableau ci-dessous, le nombre de prix remportés par les lauréats multiples est indiqué entre parenthèses.
| Année | Ligue nationale      | Équipe (s)                | Ligue américaine     | Équipe (s)                              |
| ----- | -------------------- | ------------------------- | -------------------- | --------------------------------------- |
| 1957  | —                    | —                         | Nellie Fox (1)       | White Sox de Chicago                    |
| 1958  | Bill Mazeroski (1)   | Pirates de Pittsburgh     | Frank Bolling        | Tigers de Détroit                       |
| 1959  | Charlie Neal         | Dodgers de Los Angeles    | Nellie Fox (2)       | White Sox de Chicago                    |
| 1960  | Bill Mazeroski (2)   | Pirates de Pittsburgh     | Nellie Fox (3)       | White Sox de Chicago                    |
| 1961  | Bill Mazeroski (3)   | Pirates de Pittsburgh     | Bobby Richardson (1) | Yankees de New York                     |
| 1962  | Ken Hubbs            | Cubs de Chicago           | Bobby Richardson (2) | Yankees de New York                     |
| 1963  | Bill Mazeroski (4)   | Pirates de Pittsburgh     | Bobby Richardson (3) | Yankees de New York                     |
| 1964  | Bill Mazeroski (5)   | Pirates de Pittsburgh     | Bobby Richardson (4) | Yankees de New York                     |
| 1965  | Bill Mazeroski (6)   | Pirates de Pittsburgh     | Bobby Richardson (5) | Yankees de New York                     |
| 1966  | Bill Mazeroski (7)   | Pirates de Pittsburgh     | Bobby Knoop (1)      | Angels de la Californie                 |
| 1967  | Bill Mazeroski (8)   | Pirates de Pittsburgh     | Bobby Knoop (2)      | Angels de la Californie                 |
| 1968  | Glenn Beckert        | Cubs de Chicago           | Bobby Knoop (3)      | Angels de la Californie                 |
| 1969  | Félix Millán (1)     | Braves d'Atlanta          | Davey Johnson (1)    | Orioles de Baltimore                    |
| 1970  | Tommy Helms (1)      | Reds de Cincinnati        | Davey Johnson (2)    | Orioles de Baltimore                    |
| 1971  | Tommy Helms (2)      | Reds de Cincinnati        | Davey Johnson (3)    | Orioles de Baltimore                    |
| 1972  | Félix Millán (2)     | Braves d'Atlanta          | Doug Griffin         | Red Sox de Boston                       |
| 1973  | Joe Morgan (1)       | Reds de Cincinnati        | Bobby Grich (1)      | Orioles de Baltimore                    |
| 1974  | Joe Morgan (2)       | Reds de Cincinnati        | Bobby Grich (2)      | Orioles de Baltimore                    |
| 1975  | Joe Morgan (3)       | Reds de Cincinnati        | Bobby Grich (3)      | Orioles de Baltimore                    |
| 1976  | Joe Morgan (4)       | Reds de Cincinnati        | Bobby Grich (4)      | Orioles de Baltimore                    |
| 1977  | Joe Morgan (5)       | Reds de Cincinnati        | Frank White (1)      | Royals de Kansas City                   |
| 1978  | Davey Lopes          | Dodgers de Los Angeles    | Frank White (2)      | Royals de Kansas City                   |
| 1979  | Manny Trillo (1)     | Phillies de Philadelphie  | Frank White (3)      | Royals de Kansas City                   |
| 1980  | Doug Flynn           | Mets de New York          | Frank White (4)      | Royals de Kansas City                   |
| 1981  | Manny Trillo (2)     | Phillies de Philadelphie  | Frank White (5)      | Royals de Kansas City                   |
| 1982  | Manny Trillo (3)     | Phillies de Philadelphie  | Frank White (6)      | Royals de Kansas City                   |
| 1983  | Ryne Sandberg (1)    | Cubs de Chicago           | Lou Whitaker (1)     | Tigers de Détroit                       |
| 1984  | Ryne Sandberg (2)    | Cubs de Chicago           | Lou Whitaker (2)     | Tigers de Détroit                       |
| 1985  | Ryne Sandberg (3)    | Cubs de Chicago           | Lou Whitaker (3)     | Tigers de Détroit                       |
| 1986  | Ryne Sandberg (4)    | Cubs de Chicago           | Frank White (7)      | Royals de Kansas City                   |
| 1987  | Ryne Sandberg (5)    | Cubs de Chicago           | Frank White (8)      | Royals de Kansas City                   |
| 1988  | Ryne Sandberg (6)    | Cubs de Chicago           | Harold Reynolds (1)  | Mariners de Seattle                     |
| 1989  | Ryne Sandberg (7)    | Cubs de Chicago           | Harold Reynolds (2)  | Mariners de Seattle                     |
| 1990  | Ryne Sandberg (8)    | Cubs de Chicago           | Harold Reynolds (3)  | Mariners de Seattle                     |
| 1991  | Ryne Sandberg (9)    | Cubs de Chicago           | Roberto Alomar (1)   | Blue Jays de Toronto                    |
| 1992  | José Lind            | Pirates de Pittsburgh     | Roberto Alomar (2)   | Blue Jays de Toronto                    |
| 1993  | Robby Thompson       | Giants de San Francisco   | Roberto Alomar (3)   | Blue Jays de Toronto                    |
| 1994  | Craig Biggio (1)     | Astros de Houston         | Roberto Alomar (4)   | Blue Jays de Toronto                    |
| 1995  | Craig Biggio (2)     | Astros de Houston         | Roberto Alomar (5)   | Blue Jays de Toronto                    |
| 1996  | Craig Biggio (3)     | Astros de Houston         | Roberto Alomar (6)   | Orioles de Baltimore                    |
| 1997  | Craig Biggio (4)     | Astros de Houston         | Chuck Knoblauch      | Twins du Minnesota                      |
| 1998  | Bret Boone (1)       | Reds de Cincinnati        | Roberto Alomar (7)   | Orioles de Baltimore                    |
| 1999  | Pokey Reese (1)      | Reds de Cincinnati        | Roberto Alomar (8)   | Indians de Cleveland                    |
| 2000  | Pokey Reese (2)      | Reds de Cincinnati        | Roberto Alomar (9)   | Indians de Cleveland                    |
| 2001  | Fernando Viña (1)    | Cardinals de Saint-Louis  | Roberto Alomar (10)  | Indians de Cleveland                    |
| 2002  | Fernando Viña (2)    | Cardinals de Saint-Louis  | Bret Boone (2)       | Mariners de Seattle                     |
| 2003  | Luis Castillo (1)    | Marlins de la Floride     | Bret Boone (3)       | Mariners de Seattle                     |
| 2004  | Luis Castillo (2)    | Marlins de la Floride     | Bret Boone (4)       | Mariners de Seattle                     |
| 2005  | Luis Castillo (3)    | Marlins de la Floride     | Orlando Hudson (1)   | Mariners de Seattle                     |
| 2006  | Orlando Hudson (2)   | Diamondbacks de l'Arizona | Mark Grudzielanek    | Royals de Kansas City                   |
| 2007  | Orlando Hudson (3)   | Diamondbacks de l'Arizona | Plácido Polanco (1)  | Tigers de Détroit                       |
| 2008  | Brandon Phillips (1) | Reds de Cincinnati        | Dustin Pedroia (1)   | Red Sox de Boston                       |
| 2009  | Orlando Hudson (4)   | Dodgers de Los Angeles    | Plácido Polanco (2)  | Tigers de Détroit                       |
| 2010  | Brandon Phillips (2) | Reds de Cincinnati        | Robinson Canó (1)    | Yankees de New York                     |
| 2011  | Brandon Phillips (3) | Reds de Cincinnati        | Dustin Pedroia (2)   | Red Sox de Boston                       |
| 2012  | Darwin Barney        | Cubs de Chicago           | Robinson Canó (2)    | Yankees de New York                     |
| 2013  | Brandon Phillips (4) | Reds de Cincinnati        | Dustin Pedroia (3)   | Red Sox de Boston                       |
| 2014  | DJ LeMahieu          | Rockies du Colorado       | Dustin Pedroia (4)   | Red Sox de Boston                       |
| 2015  | Dee Gordon           | Marlins de Miami          | José Altuve          | Astros de Houston                       |
| 2016  | Joe Panik            | Giants de San Francisco   | Ian Kinsler          | Tigers de Détroit                       |
| 2017  | DJ LeMahieu (2)      | Rockies du Colorado       | Brian Dozier         | Twins du Minnesota                      |
| 2018  | DJ LeMahieu (3)      | Rockies du Colorado       | Ian Kinsler (2)      | Angels de Los Angeles Red Sox de Boston |
| 2019  | Kolten Wong          | Cardinals de Saint-Louis  | Yolmer Sánchez       | White Sox de Chicago                    |
| 2020  | Kolten Wong (2)      | Cardinals de Saint-Louis  | César Hernández      | Indians de Cleveland                    |
| 2021  | Tommy Edman (en)     | Cardinals de Saint-Louis  | Marcus Semien        | Blue Jays de Toronto                    |
| 2022  | Brendan Rodgers (en) | Rockies du Colorado       | Andrés Giménez (en)  | Guardians de Cleveland                  |

## Gagnants les plus fréquents
Mis à jour après la saison 2022.
| - Total des Ligues majeures - Roberto Alomar : 10, tous dans la Ligue américaine - Ryne Sandberg : 9, dont 14 dans la Ligue nationale - Bill Mazeroski : 8, tous dans la Ligue nationale - Frank White : 8, tous dans la Ligue américaine |  | - Ligue nationale - Ryne Sandberg : 9 - Bill Mazeroski : 8 - Joe Morgan : 5 |  | - Ligue américaine - Roberto Alomar : 10 - Frank White : 8 - Bobby Richardson : 5 |